# Maria Gusakova
Maria Gusakova (n. 6 februarie 1931, Timoshkino, Shilovsky District⁠(d), RSFS Rusă, URSS – d. 8 mai 2022, Sankt Petersburg, Rusia) a fost o schioară de fond ce a reprezentat Uniunea Republicilor Sovietice Socialiste, medaliată olimpică. A participat la 2 ediții ale Jocurilor Olimpice (1960, 1964) în care a câștigat o medalie de aur și o medalie de argint.